# اشکالی زائرحسین
اشکالی زایرحسین، روستایی است از توابع بخش مرکزی شهرستان تنگستان استان بوشهر ایران.

## جمعیت
این روستا در دهستان اهرم قرار داشته و بر اساس سرشماری سال ۱۳۸۵ جمعیت آن ۶۲نفر (۱۴خانوار) بوده‌است.